# Eengodi (Wahlkreis)
Eengodi ist ein Wahlkreis in der Region Oshikoto im Norden Namibias. Verwaltungssitz ist die gleichnamige Ansiedlung Eengodi. Der Wahlkreis hat (Stand 2023) 24.200 Einwohner, die auf einer Fläche von 2108 Quadratkilometer leben.

## Wahlen
| Wahl | Name              | Partei | Stimmenanteil |
| ---- | ----------------- | ------ | ------------- |
| 1992 |                   |        |               |
| 1998 | Walde Sheyavali   | SWAPO  | o. W. 1       |
| 2004 | Walde Sheyavali   | SWAPO  | o. W. 1       |
| 2010 | Walde Sheyavali   | SWAPO  | 97,6 %        |
| 2015 | Walde Sheyavali   | SWAPO  | o. W. 1       |
| 2020 | Protatius Neshuku | SWAPO  | 86,9 %        |